# Bulbophyllum rupicola
Bulbophyllum rupicola  es una especie de orquídea litofita  originaria de Brasil.

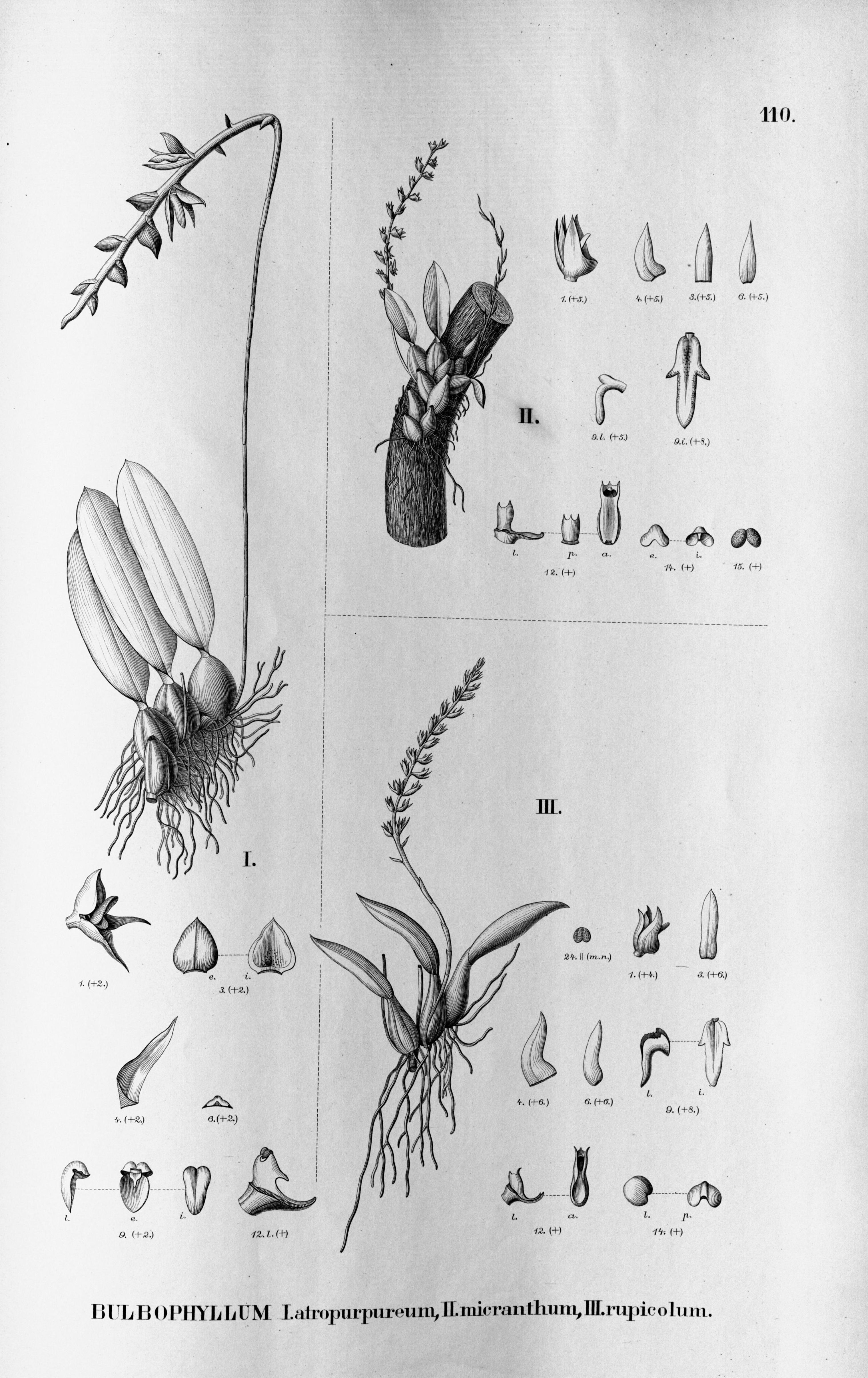
Ilustración

## Descripción
Es una orquídea de pequeño tamaño con creciente hábito litofita en rocas expuestas y rara vez como epífita con un rizoma rastrero, ramificado que da lugar a pseudobulbos muy juntos, ovoides a globosos,  brillantes subtetragonal llevando una sola hoja, erecta, coriácea, rígida, estrechamente elíptica, semi-cilíndrico, profundamente surcado, de base aguda, poco peciolada. Florece en la primavera en una inflorescencia montante, arqueada a descendente, lateralmente desde el base, de 16 cm  de largo, con muchas flores que abren simultáneamente.

## Distribución y hábitat
Se encuentra en los estados de Brasil: Goias,  Minas Gerais y São Paulo    en las ramas cubiertas de musgo. 

## Taxonomía
Bulbophyllum rupicola fue descrita por João Barbosa Rodrigues   y publicado en Genera et Species Orchidearum Novarum 1: 39–40. 1877.
Etimología
Bulbophyllum: nombre genérico que se refiere a la forma de las hojas que es bulbosa.
rupicola: epíteto latino que significa "que crece en las rocas".